# Земан, Вальтер
Вальтер Земан (нем. Walter Zeman; 1 мая 1927, Вена — 8 августа 1991, Вена) — австрийский футболист, вратарь. По опросу МФФИИС занимает 37 место среди лучших вратарей мира XX века.

## Карьера
Вальтер Земан родился в Вене в чешской семье. Он обучался в чешской школе, куда ему приходилось ежедневно ехать на автобусе. Вальтер начал карьеру в клубе «Винерберг». В 1942 году он перешёл в клуб «Вин». Три года спустя Земан присоединился к клубу «Рапид». Он смог быстро вытеснить из состава, ранее основного вратаря клуба, Йозефа Музиля. Вальтер выиграл с клубом восемь чемпионатов Австрии, два Кубка страны и Кубок Митропы. А в сезоне 1960/1961 клуб дошёл до полуфинала Кубка европейских чемпионов. Всего за «Рапид» футболист провёл 235 матчей, по другим данным он провёл за клуб 259 игр в которых пропустил 401 гол. В 1961 году Земан перешёл в клуб ЗАК, в котором и завершил карьеру.
В составе сборной Австрии Земан дебютировал 6 декабря 1945 года в матче с Францией, в котором его команда победила 4:1. В 1954 году он, в составе национальной команды, поехал на чемпионат мира. Но перед началом первенства голкипер получил травму колена, из-за чего «первым номером» команды стал его сменщик, Курт Шмид. В четвертьфинальной игре с Швейцарией Шмид получил солнечный удар. Из-за этого в полуфинальной игре на поле вышел Земан, ещё не до конца залечивший травму. В этом матче Австрия проиграла Германии со счётом 1:6. После этой встречи Вальтера обвинили в том, как он играл, и что он и его партнёр по команде, Эрнст Хаппель, а также Оцвирк, Ханаппи и Пробст «сдали» матч. Причём причины обвинений назывались разными: то их подкупили некие «немецкими компаниями», то они добровольно проиграли по «политическим мотивам», то их подкупили организаторы швейцарцы, желавшие видеть в финале Германию. Когда сборная вернулась в Вену, то Земан и Хаппель даже были вынуждены покинуть вокзал через запасной выход. После этого футболист много лет не вызывался в стан сборной страны. Лишь 29 мая 1960 года он сыграл свой последний матч за Австрию, в котором его команда победила Шотландию со счётом 4:1. Всего за сборную страны Земан провёл 41 матч (19 побед, 7 ничьих и 15 поражений) и пропустил 78 голов.
После завершения игровой карьеры, Земан работал тренером в молодёжном составе «Рапида». С 1970 по 1973 год он тренировал клуб КДАГ. 8 августа 1991 года Вальтер умер после тяжёлой продолжительной болезни. Он был похоронен на кладбище Баумгарнтер в Вене. В 2010 году его именем назвали переулок «Вальтер-Земан-Гассе».

## Достижения

### Командные
- Чемпион Австрии (8): 1945/46, 1947/48, 1950/51, 1951/52, 1953/54, 1955/56, 1956/57, 1959/60
- Обладатель Кубка Австрии: 1945/46, 1960/61
- Обладатель Кубка Митропы: 1951

### Личные
- Спортсмен года в Австрии: 1950
- Футболист года в Австрии (по версии журнала «Sportfunk»): 1951, 1952, 1953

## Статистика
| Сезон   | Команда    | Чемпионат    | Чемпионат | Чемпионат | Кубок | Кубок | Еврокубки | Еврокубки |
| Сезон   | Команда    | Лига         | Игры      | Голы      | Игры  | Голы  | Игры      | Голы      |
| ------- | ---------- | ------------ | --------- | --------- | ----- | ----- | --------- | --------- |
| 1945/46 | Стаатслига | Рапид (Вена) | 19        | −?        | 4     | −?    | —         | —         |
| 1946/47 | Стаатслига | Рапид (Вена) | 8         | −?        | 1     | −?    | —         | —         |
| 1947/48 | Стаатслига | Рапид (Вена) | 9         | −?        | 2     | −?    | —         | —         |
| 1948/49 | Стаатслига | Рапид (Вена) | 16        | −?        | 3     | −5    | —         | —         |
| 1949/50 | Стаатслига | Рапид (Вена) | 21        | −?        | —     | —     | —         | —         |
| 1950/51 | Стаатслига | Рапид (Вена) | 15        | −?        | —     | —     | 1         | −?        |
| 1951/52 | Стаатслига | Рапид (Вена) | 10        | −?        | —     | —     | —         | —         |
| 1952/53 | Стаатслига | Рапид (Вена) | 18        | −?        | —     | —     | —         | —         |
| 1953/54 | Стаатслига | Рапид (Вена) | 21        | −?        | —     | —     | —         | —         |
| 1954/55 | Стаатслига | Рапид (Вена) | 12        | −?        | —     | —     | —         | −?        |
| 1955/56 | Стаатслига | Рапид (Вена) | 2         | −?        | —     | —     | 1         | −?        |
| 1956/57 | Стаатслига | Рапид (Вена) | 17        | −?        | —     | —     | 2         | −?        |
| 1957/58 | Стаатслига | Рапид (Вена) | 19        | −?        | —     | —     | 1         | −?        |
| 1958/59 | Стаатслига | Рапид (Вена) | 25        | −?        | 5     | −?    | —         | —         |
| 1959/60 | Стаатслига | Рапид (Вена) | 19        | −?        | 2     | −?    | —         | —         |
| 1960/61 | Стаатслига | Рапид (Вена) | 4         | −?        | 0     | 0     | 0         | 0         |
| 1961/62 | Стаатслига | Зальцбургер  | ?         | −?        | −?    | −?    | —         | —         |